# 에밀 아돌프 폰 베링
에밀 아돌프 폰 베링(독일어: Emil Adolf von Behring, 1854년 3월 15일 ~ 1917년 3월 31일)은 독일의 생리학자이며, 1901년 노벨 생리학·의학상을 수상했다.

## 인물
1854년 프로이센의 한스도르프(현재 폴란드 영토)에서 태어났다. 1874년에서 1878년까지 베를린의 육군의학학교에서 공부하고 군의관으로 복무했다. 그곳에서 일본의 생물학자인 기타자토 시바사부로와 함께 파상풍에 걸린 다른 동물의 혈청을 주입함으로써 수동 면역이 생길 수 있다는 것을 밝혀냈다. 마르부르크 대학교에서 위생학 교수가 됐다. 그와 약학자인 한스 호스트 미어는 같은 건물 안에 실험실이 있었다. 그리고 베링은 파상풍 독소의 행동에 대한 미어의 관심을 자극했다.
1890년 코흐 연구소에 들어가 로베르트 코흐의 지도로 전염병을 연구하기 시작하였다. 군 의무대 시절의 항독성 면역기술을 디프테리아 예방에 응용하여, 전염병의 혈청 요법에 관한 최초의 실제적 시도를 하였는데 동물에 디프테리아 독소를 주입한 후 생성된 항체를 이용하여 항독소 혈청을 개발했다. 이 발견은 많은 소아 질환의 치료에 획기적인 역할을 했다.
그는 소가 결핵에 걸리지 않도록 예방하는 백신도 개발했고 1890년에 일본의 기타자토와 함께 디프테리아, 파상풍의 항독소를 만들어 훌륭한 평판을 받았다. 회흐스트 주식회사의 루시우스와 브뤼닝으로부터 재정적인 도움을 받았고, 결핵을 포함한 여러 연구에 필요한 실험기구를 염료 산업체들로부터 제공받았다.
1894년 할레 대학교와 1895년 마르부르크 대학교에서 가르쳤다. 1901년 노벨 생리학·의학상을 받았다. 1902년 예술과 과학 분야에서 미국 아카데미의 외국인 명예 회원이 되었다. 1905년 국제 결핵 의회에서는 결핵 바이러스에서 계속 나아가는 물질을 발견했다고 발표하였다. 그가 TC라고 명명한 이 물질은 소의 결핵을 예방하는 베링 교수의 백신의 활동을 작용시키는데 중요한 역할을 하였다. 사람에 대해서도 치료 약품을 얻으려고 노력했으며 현대의 전염병에 관한 면역학의 주요한 대다수의 견해를 세운 현대 혈청 요법의 선구자이다.
1917년 3월 31일에 마르부르크에서 사망했다. 그의 이름은 진단학의 발전에 기여하는 세계적으로 큰 회사인 데이드 베링에 남아 있다. 그의 노벨상 메달은 제네바의 레드 크레센트 박물관에 전시돼 있다.
저서에는 《혈청치료의 실제적인 목표》(1982년), 《파상풍의 원인과 원인적 치료》(1904년) 등이 있다.

## 서적
- Die Blutserumtherapie (1892)
- Die Geschichte der Diphtherie (1893)
- Bekämpfung der Infektionskrankheiten (1894)
- Beiträge zur experimentellen Therapie (1906)
- E. v. Behring's Gesammelte Abhandlungen (1915) Digital edition 보관됨 2024-05-25 - 웨이백 머신 by the University and State Library Düsseldorf